# НХЛ у сезоні 1922—1923
НХЛ у сезоні 1922/1923 — 6-й регулярний чемпіонат НХЛ. Сезон стартував 16 грудня 1922. Закінчився фінальним матчем 9 березня 1923 між Оттава Сенаторс та Монреаль Канадієнс перемогою «сенаторів». Переможцем Кубка Стенлі (його виявляють між переможцями трьох ліг: НХЛ, Західної канадської хокейної ліги та Тихоокеанського узбережжя) став клуб НХЛ «Оттава Сенаторс» (десята перемога).

## Підсумкова турнірна таблиця
| Команда              | І  | В  | П  | Н | ШЗ | ШП  | Очки |
| -------------------- | -- | -- | -- | - | -- | --- | ---- |
| Оттава Сенаторс      | 24 | 14 | 9  | 1 | 77 | 54  | 29   |
| Монреаль Канадієнс   | 24 | 13 | 9  | 2 | 73 | 61  | 28   |
| Торонто Сент-Патрікс | 24 | 13 | 10 | 1 | 82 | 88  | 27   |
| Гамільтон Тайгерс    | 24 | 6  | 18 | 0 | 81 | 110 | 12   |

| Команда              | ОС                      | МК                   | ТП                   | ГТ                   |
| -------------------- | ----------------------- | -------------------- | -------------------- | -------------------- |
| Оттава Сенаторс      | Х                       | 2:2 от, 6:2 3:0, 2:0 | 7:2, 2:1 2:1, 6:1    | 4:1, 2:0 8:3, 6:3    |
| Монреаль Канадієнс   | 0:3, 2:1 4:1, 1:0       | Х                    | 8:2, 3:1 5:3, 3:0    | 2:3 от, 5:4 5:3, 7:3 |
| Торонто Сент-Патрікс | 3:2 от, 2:1 от 6:4, 2:0 | 7:2, 2:2 от 4:2, 4:3 | Х                    | 9:4, 2:5 6:5, 4:3    |
| Гамільтон Тайгерс    | 4:3, 8:1 5:6 от, 1:5    | 1:4, 1:5 4:2, 1:4    | 9:6, 6:7 от 2:4, 2:3 | Х                    |

## Найкращі бомбардири

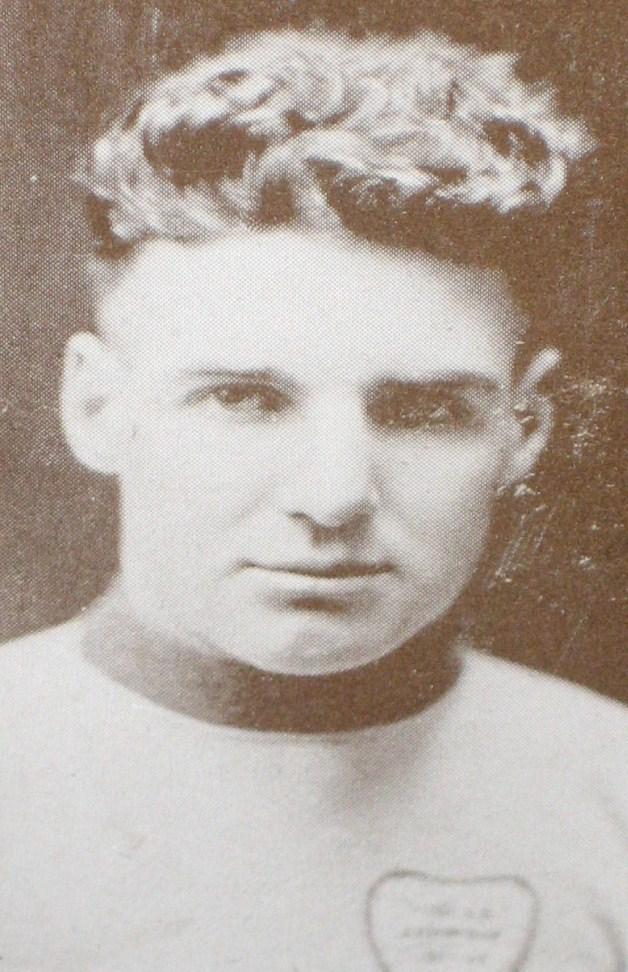
Найкращий бомбардир Бейб Дай.

| #  | Гравець      | Команда              | І  | Г  | П  | О  | ШХ |
| -- | ------------ | -------------------- | -- | -- | -- | -- | -- |
| 1  | Бейб Дай     | Торонто Сент-Патрікс | 22 | 26 | 11 | 37 | 19 |
| 2  | Сі Деннені   | Оттава Сенаторс      | 24 | 23 | 11 | 34 | 28 |
| 3  | Біллі Буше   | Монреаль Канадієнс   | 24 | 24 | 7  | 31 | 55 |
| 4  | Джек Адамс   | Торонто Сент-Патрікс | 23 | 19 | 9  | 28 | 42 |
| 5  | Міккі Роуч   | Гамільтон Тайгерс    | 24 | 17 | 10 | 27 | 8  |
| 6  | Оді Клеггорн | Монреаль Канадієнс   | 24 | 19 | 6  | 25 | 18 |
| 7  | Джордж Буше  | Оттава Сенаторс      | 24 | 14 | 9  | 23 | 58 |
| 8  | Редж Ноубл   | Торонто Сент-Патрікс | 24 | 12 | 11 | 23 | 47 |
| 9  | Каллі Вілсон | Гамільтон Тайгерс    | 23 | 16 | 5  | 21 | 46 |
| 10 | Орель Жоля   | Монреаль Канадієнс   | 24 | 12 | 9  | 21 | 37 |

## Фінал НХЛ
| Дата      | Команда            | ШЗ | Команда            | ШЗ |
| --------- | ------------------ | -- | ------------------ | -- |
| 7 березня | Монреаль Канадієнс | 0  | Оттава Сенаторс    | 2  |
| 9 березня | Оттава Сенаторс    | 1  | Монреаль Канадієнс | 2  |

## Плей-оф Кубка Стенлі
| Дата       | Команда         | ШЗ | Команда         | ШЗ |
| ---------- | --------------- | -- | --------------- | -- |
| 16 березня | Оттава Сенаторс | 1  | Ванкувер Марунс | 0  |
| 19 березня | Оттава Сенаторс | 1  | Ванкувер Марунс | 4  |
| 23 березня | Оттава Сенаторс | 3  | Ванкувер Марунс | 2  |
| 26 березня | Оттава Сенаторс | 5  | Ванкувер Марунс | 1  |

Оттава Сенаторс здобула перемогу в серії 3:1

## Фінал Кубка Стенлі
| Гра та дата                    | Гра та дата | Господар        | Рахунок  | Гості            | Стадіон                |
| ------------------------------ | ----------- | --------------- | -------- | ---------------- | ---------------------- |
| 1                              | 29 березня  | Оттава Сенаторс | 2–1 (OT) | Едмонтон Ескімос | Денман Арена, Ванкувер |
| 2                              | 31 березня  | Оттава Сенаторс | 1–0      | Едмонтон Ескімос | Денман Арена, Ванкувер |
| Сенатори перемогли в серії 2:0 |             |                 |          |                  |                        |

## Призи та нагороди сезону
| Приз О'Брайна | Оттава Сенаторс |

## Дебютанти сезону
Список гравців, що дебютували цього сезону в НХЛ.
- Біллі Барч, Гамільтон Тайгерс
- Орель Жоля, Монреаль Канадієнс
- Лайонел Хітчмен, Оттава Сенаторс